# Чистякова, Валентина Владимировна
Валентина Владимировна Чистякова — советский хозяйственный и государственный деятель, лауреат Государственной премии СССР в области науки и техники.

## Биография
Родилась в 1944 году на территории современной Ивановской области. Член КПСС.
Окончила Приволжское фабрично-заводское училище.
В 1961—1991 — ткачиха Яковлевского льнокомбината Министерства лёгкой промышленности РСФСР в городе Приволжске Ивановской области.
Лауреат премии имени Героев Соцтруда текстильщиков Ивановской области.
За реконструкцию, модернизацию и техническое перевооружение предприятий текстильной и лёгкой промышленности Ивановской области без остановки производства, с уменьшение численности работающих и увеличением выпуска продукции была в составе коллектива удостоена Государственной премии СССР в области науки и техники 1981 года.
Делегат XXVI съезда КПСС.
Жила в Приволжске.

## Награды
- Орден Октябрьской Революции (1983)
- Орден Трудового Красного Знамени